# Tympanota catopercna
Tympanota catopercna là một loài bướm đêm trong họ Geometridae.